# Molino Matarazzo
El Molino Matarazzo es un edificio industrial ubicado en el distrito de Brás, en la zona central de la ciudad de São Paulo, Brasil. 
Se levanta en la esquina de la rúa Monsenhor Andrade con la rúa Bucolismo, el edificio fue declarado patrimonio histórico de la ciudad de São Paulo en 1992 por el CONPRESP debido a su importancia para la memoria de los trabajadores, su valor urbanístico representado por la ocupación industrial a lo largo de las vías férreas del barrio de Brás y su valor histórico-arquitectónico, ambiental y afectivo.